# بيون كا
بيون كا (بالصينية: 卞卡) هي لاعبة دفع الجلة صينية، ولدت في 5 يناير 1993 في يانيونغانغ في الصين.

## وصلات خارجية
- بيون كا على موقع الاتحاد الدولي لألعاب القوى (الإنجليزية)
- بيون كا على موقع الدوري الماسي (الإنجليزية)
- بيون كا على موقع اللجنة الأولمبية الدولية (الإنجليزية)
- بيون كا على موقع أوليمبيديا (الإنجليزية)
- بيون كا على موقع اللجنة الأولمبية الصينية (الإنجليزية)